# Policía Metropolitana de Cúcuta
La Policía Metropolitana de San José de Cúcuta es una unidad desconcentrada de la Región de Policía Número Cinco, Oriental; que depende de la Dirección de Seguridad Ciudadana (DISEC), de la Dirección General de la Policía Nacional de Colombia. Es la autoridad que ejerce el servicio de policía, en la ciudad colombiana de Cúcuta. Proporciona la vigilancia permanente que el estado suministra para conservar el orden público. Fue promovida por María Eugenia Riascos y aprobada por el director general de la Policía Nacional, mayor general Óscar Adolfo Naranjo Trujillo. Comenzó su funcionamiento el 10 de diciembre de 2008.
En total, la Policía Nacional cuenta con 3883 policiales en Norte de Santander: 1844 para la Policía Metropolitana y 2039 para el resto del departamento.

“Por eso se le hizo la solicitud formal al Ministro del Interior, Carlos Holguín Sardi, y al Director General de la Policía Nacional, Mayor General Óscar Adolfo Naranjo Trujillo, en un trabajo mancomunado con el comandante de la Policía de Norte de Santander, Coronel Jorge Iván Flórez Cárdenas”, según la funcionaria.
María Eugenia Riascos